# Basilika Santa Maria degli Angeli (Assisi)

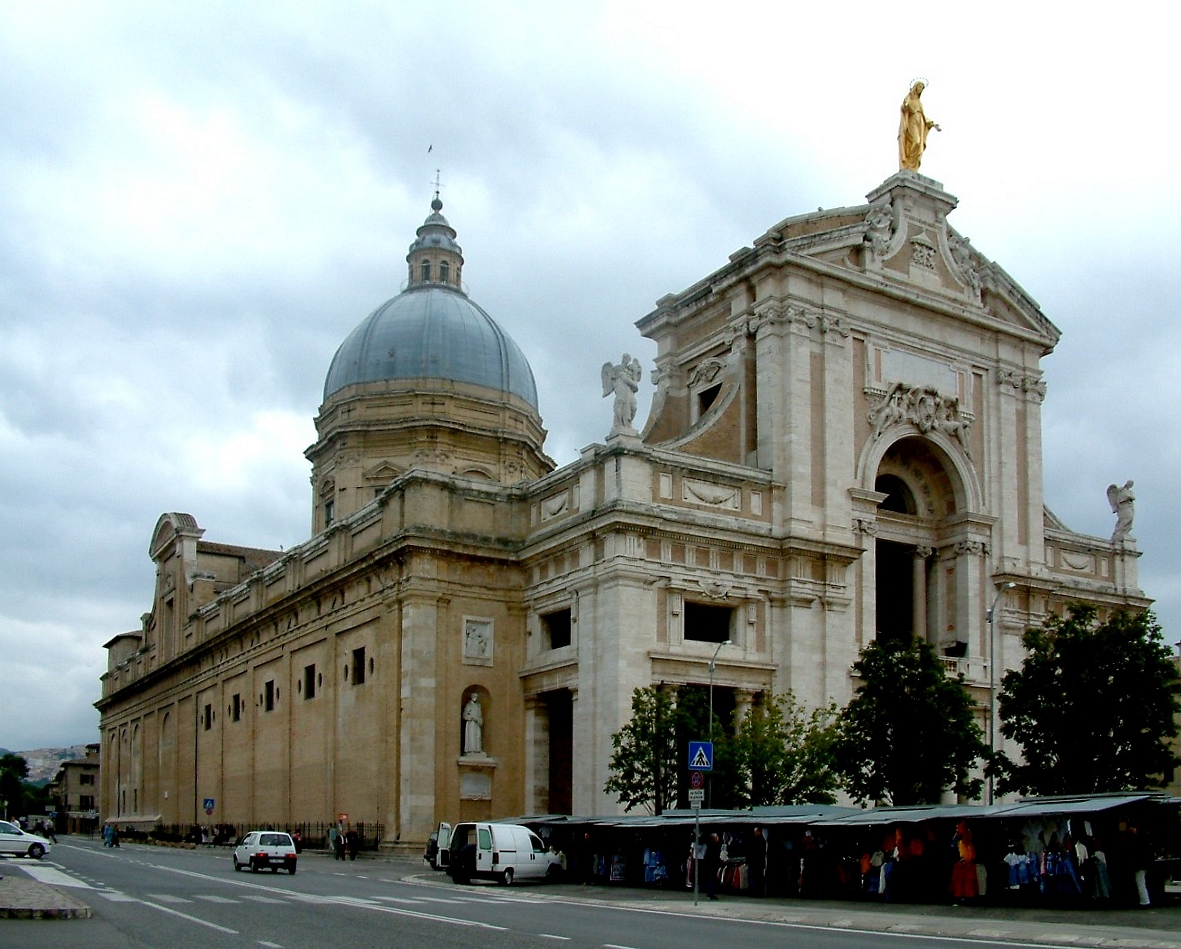
Santa Maria degli Angeli bei Assisi

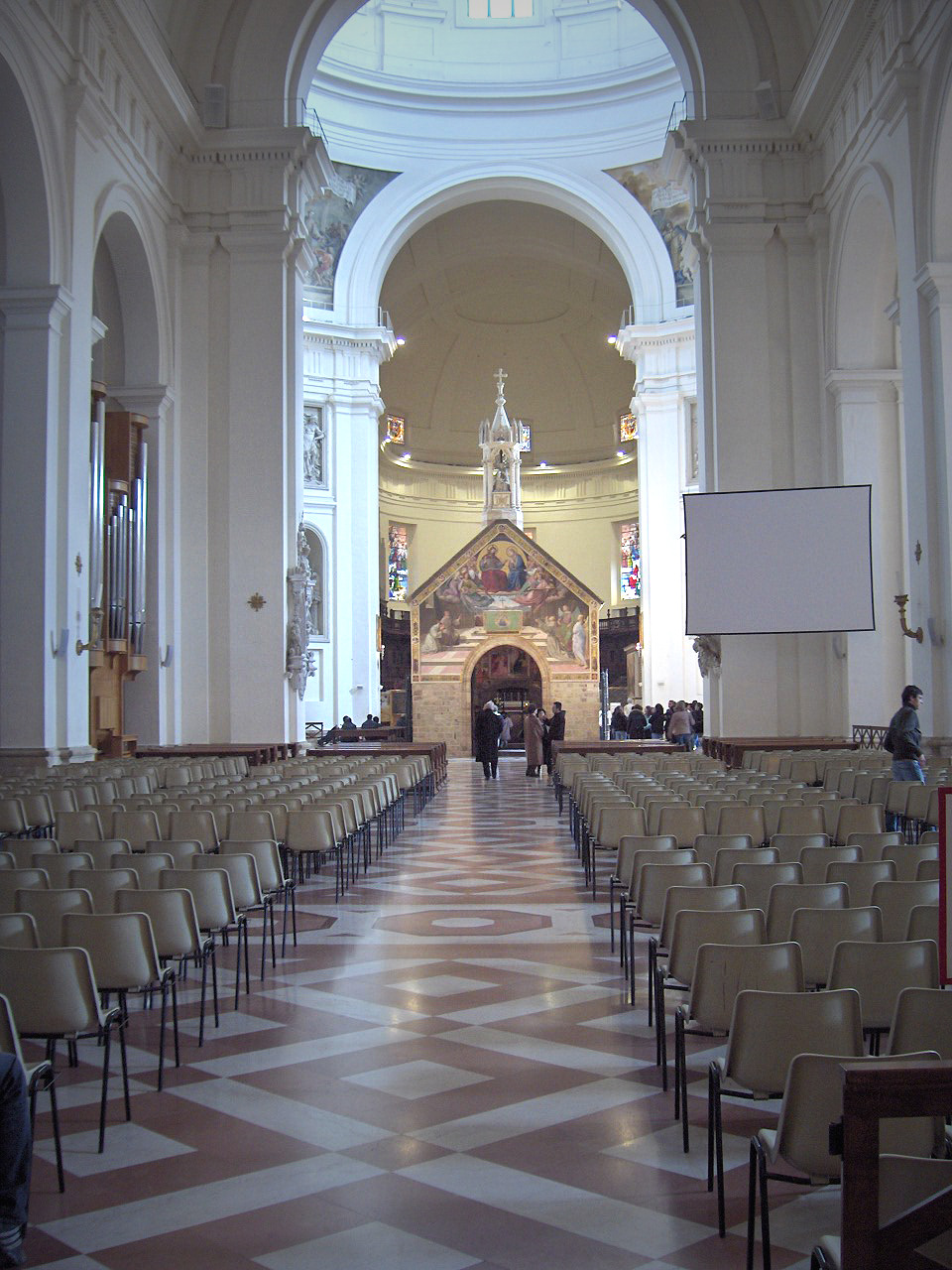
Hauptschiff mit der Portiunkulakapelle

Santa Maria degli Angeli (deutsch: Unsere Liebe Frau von den Engeln) ist eine in der Ebene unterhalb von Assisi in Mittelitalien liegende Basilika, die um die Portiunkula-Kapelle und die Sterbekapelle des hl. Franz von Assisi herum gebaut wurde.
In ihr fand zweimal, 1986 und 2002, das Weltgebetstreffen vieler Führer der großen Religionen statt.

## Geschichte und Bauwerk
Die Portiunkula-Kapelle, die 1208 dem Hl. Franziskus und seinen Gefährten übergeben worden war, und bis heute als Ursprungsort der franziskanischen Bewegung verehrt und besucht wird, konnte schon bald die Pilgermassen nicht mehr fassen. Schon 1221 sollen sich beim ersten Jahreskapitel des Ordens 5000 Brüder an diesem Ort versammelt haben. 1226 starb in der Capella del transito der Ordensgründer, auf dem nackten Boden liegend, wie überliefert wird.
Erbaut wurde die Kirche auf Geheiß des Papstes Pius V. zwischen 1569 und 1679 nach einem Entwurf von 1568 des Architekten Galeazzo Alessi aus Perugia. Nur einer der beiden Glockentürme wurde vollendet, er wird überragt von der steilen, den Pilgern schon von weitem den Weg weisenden Kuppel. Der Innenraum gliedert sich in drei geräumige Schiffe von harmonischer Schönheit in klaren dorischen Formen. Nach dem Einsturz der Gewölbe infolge des Erdbebens von 1832 wurde die Kirche größtenteils in den Jahren 1836–1840 von L. Poletti wieder aufgebaut. Bis auf ihren gotischen Dachreiter blieb die Portiunkulakapelle unbeschädigt.
Von Papst Pius X. wurde die Kirche 1909 zur Basilica maior und Patriarchalbasilika mit Papstkapelle (Capella Papalis) erhoben und ihr Titel bestätigt: Haupt und Mutter aller Kirchen des ganzen Ordens der Minderbrüder.
Die erst 1924–1930 errichtete Vorhalle in Formen römischer Barockarchitektur stammt von C. Bazzani. Eine Statue der Muttergottes aus vergoldeter Bronze auf dem Giebel über der Fassade schuf Guglielmo Colasanti (1889–1944).

## Ausstattung
In den Feldern der Kuppel sieht man vier Wandgemälde von F. Appiani (1757): Einkleidung der heiligen Klara; dem heiligen Franziskus wird die Portiunkulakapelle geschenkt; der heilige Franziskus hört in Portiunkula das Evangelium vom vollkommenen Verzicht; der heilige Bonaventura gerät in Verzückung, als er das Leben des heiligen Franziskus schreibt. Bedeutende archäologische Reste sind kürzlich aufgefunden worden: der ursprüngliche Chor hinter der Portiunkula (sichtbar unter dem Fußboden); Fußböden, die wahrscheinlich zum ersten gemauerten Kloster gehörten, das in der Nähe der Portiunkula entstanden war (eingelassen in die neue Krypta). Das neue Presbyterium ist das Werk des Architekten B. Apollonj-Ghetti; die Statuen in vergoldeter Bronze, die den Papstaltar schmücken, stammen von E. Manfrini, die Basreliefs der Ambonen von T. Fiedler.
Die Sakramentskapelle mit dem Eingang von dem linken Querschiff der Portiunkula her liegt etwas abseits, um zur inneren Sammlung und dem Gebet einzuladen. In den Kapellen sind Dekorationen und Gemälde aus dem 17. Jahrhundert von Pomarancio, von Sermei und Giorgetti (beide aus Assisi), von Salimbeni, Appiani, Maggesi und den Brüdern Zuccari.
Die Cappella del Transito, in der Franziskus auf dem nackten Boden und in geliehener Kutte starb, ist vorne rechts vom Chor aus zugänglich. Die Fresken außen stammen von 1886, die inneren von Lo Spagna entstanden um 1520. In einer Nische über dem Altar steht eine Statue des Heiligen aus Majolika von Andrea della Robbia, um 1500.

## Orgeln
Die Basilika verfügt über mehrere Orgeln. Die Hauptorgel wurde 1961 von der Orgelbaufirma Mascioni erbaut, unter Wiederverwendung von Pfeifenmaterial der Vorgängerorgel, die 1932 von dem Orgelbauer Pinchi (Foligno) erbaut worden war. Das Instrument hat 69 Register und ein vom 1. Manual und vom Pedal anspielbares Glockenspiel auf vier Manualen und Pedal. Die Trakturen sind elektrisch.
| I Positivo Espressivo C-c4 |        |
| Principale                 | 8′     |
| Corno di notte             | 8′     |
| Corno camoscio             | 4′     |
| Flauto a cuspide           | 4′     |
| Nazardo                    | 2 ⁄3′  |
| Flagioletto                | 2′     |
| Decimino                   | 1 3⁄5′ |
| Cornetto                   |        |
| Ripieno V                  | 2′     |
| Piccolo                    | 1′     |
| Cromorno                   | 8′     |
| Unda maris                 | 8′     |
| Tremolo                    |        |

| II Grand'Organo C-c4 |       |
| Principale           | 16′   |
| Principale I         | 8′    |
| Principale II        | 8′    |
| Flauto traverso      | 8′    |
| Dulciana             | 8′    |
| Ottava               | 4′    |
| Flauto a camino      | 4′    |
| Duodecima            | 2 ⁄3′ |
| Decimaquinta         | 2′    |
| Decimanona           | 1 ⁄3′ |
| Vigesimaseconda      | 1′    |
| Ripieno grave III    | 2′    |
| Ripieno acuto VI     | 1 ⁄3′ |
| Cornetto III         | 2 ⁄3′ |
| Tromba               | 16′   |
| Tromba               | 8′    |
| Voce umana           | 8′    |
| Campane              |       |

| III Espressivo C-c4 |       |
| Bordone             | 16′   |
| Diapason            | 8′    |
| Bordone             | 8′    |
| Viola da gamba      | 8′    |
| Salicionale         | 8′    |
| Ottava              | 4′    |
| Flauto armonico     | 4′    |
| Sesquialtera II     | 2 ⁄3′ |
| Silvestre           | 2′    |
| Flauto in XIX       | 1 ⁄3′ |
| Ripieno V           | 2′    |
| Tromba armonica     | 8′    |
| Oboe                | 8′    |
| Trombina            | 4′    |
| Voce celeste        | 8′    |
| Coro viole III      | 8′    |
| Tremolo             |       |

| IV Organo Eco C-c4 |    |
| Bordone d’eco      | 8′ |
| Eolina             | 8′ |
| Flauto             | 4′ |
| Ottava eolina      | 4′ |
| Flautino           | 4′ |
| Voce eterea        | 8′ |
| Voce angelica      | 8′ |
| Tremolo            |    |

| Pedale C-g1    |        |
| Basso acustico | 32′    |
| Contrabbasso   | 16′    |
| Principale     | 16′    |
| Subbasso       | 16′    |
| Bordone        | 16′    |
| Basso          | 8′     |
| Corno camoscio | 8′     |
| Bordone        | 8′     |
| Bordone d’eco  | 8′     |
| Quinta         | 5 1⁄3′ |
| Ottava         | 4′     |
| Flauto         | 4′     |
| Superottava    | 2′     |
| Ripieno VI     | 2 ⁄3′  |
| Controfagotto  | 16′    |
| Fagotto        | 8′     |
| Chiarina       | 4′     |
| Campane        |        |

In der Capella del Santissimo Sacramento steht eine Orgel, erbaut 1971 von Libero Pinchi mit 17 Registern auf zwei Manualen und Pedal.

## Umgebung
Der der Basilika gegenüberliegende mit Bäumen bepflanzte große Platz ist nach einem Plan von G. Nicolosi geschaffen und will an den alten Eichenwald erinnern, der Portiunkula einst umgab.
An der schattigen Nordseite zieht sich der „lange Brunnen“ entlang, der 1610, wie das Wappen zeigt, von den Medici gestiftet wurde, um mit 26 Wasserstellen die durstigen Pilger zu erfrischen.
Von rechten Querhaus aus ist der Rosengarten (roseto) zugänglich. Franziskus soll sich hier nackt in die Rosen geworfen haben, die sofort ihre Dornen verloren, um den Heiligen nicht zu verletzen. Die Cappella del Roseto wurde 1506–1516 mit Szenen aus dem Leben des Heiligen ausgemalt.
Die Konventsgebäude beherbergen eine kleine, aber nicht unbedeutende Sammlung früher kirchlicher Tafelbilder (Giunta Pisano, Cimabue u. a.).